# 반군국주의

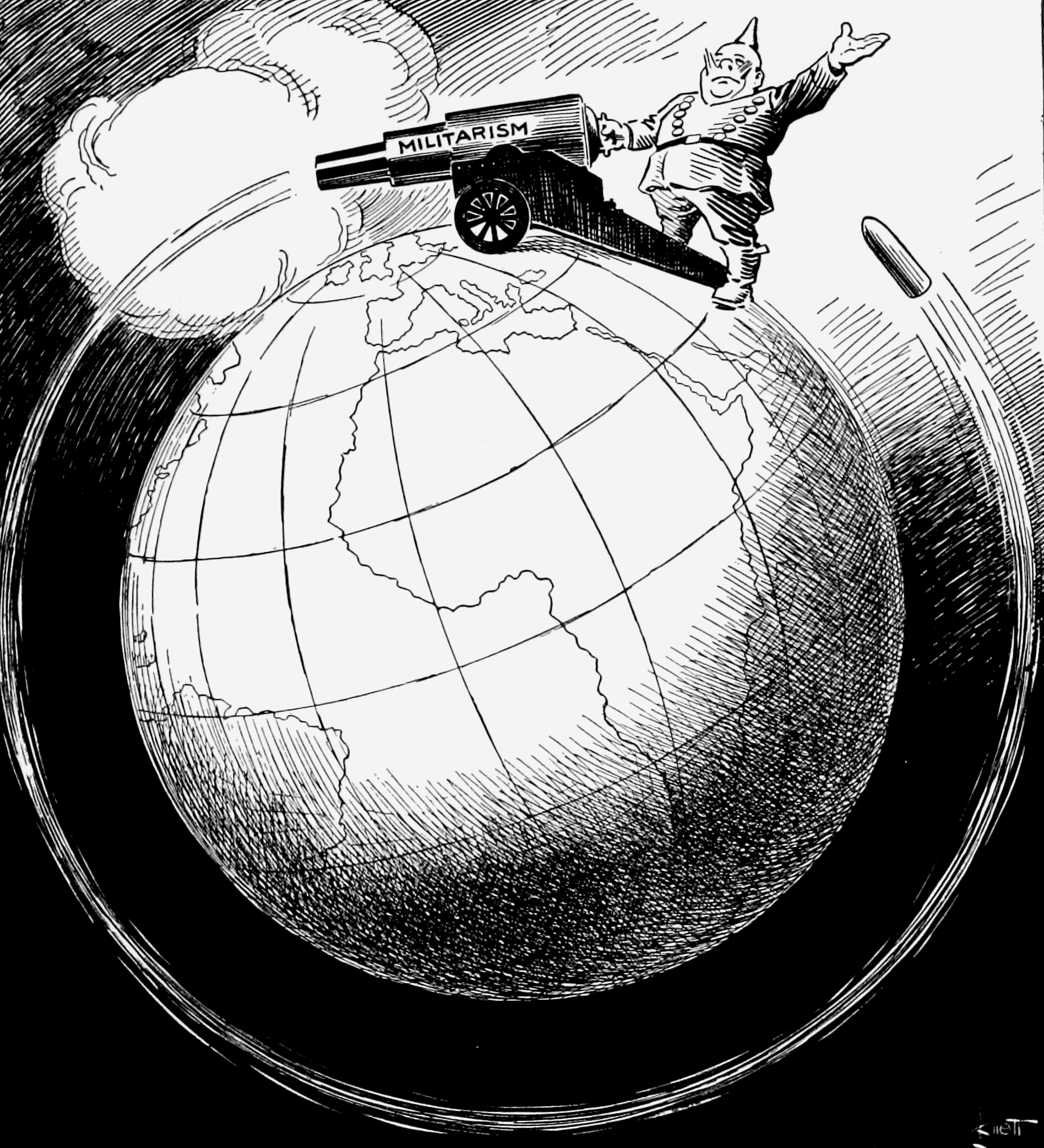
"그가 꿈꾸던 것 보다 멀리 쏜다" (원제:It Shoots Further Than He Dreams) 반군국주의 만화가 존 F. 노트가 그린 풍자화이다. 빌헬름 2세가 쏜 대포가 (예상했던 지점이 아니라) 지구를 한 바퀴 돌아 그의 뒤통수로 날아들고 있다.

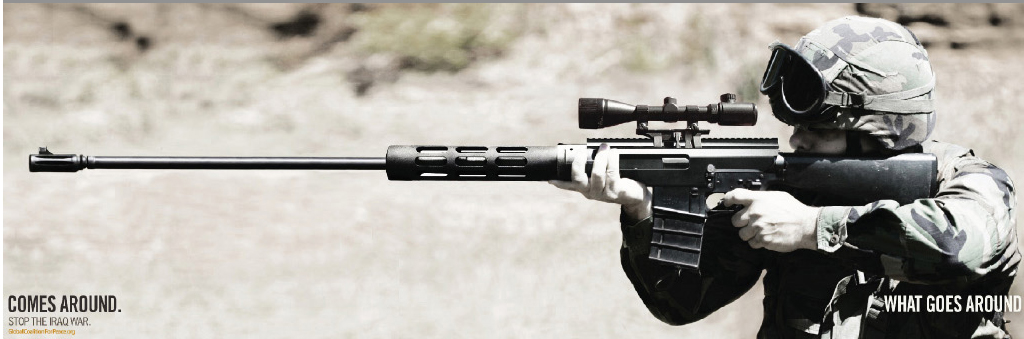
이제석이 제작한 공익광고이다. (뿌린대로 거두리라, What goes around comes around)

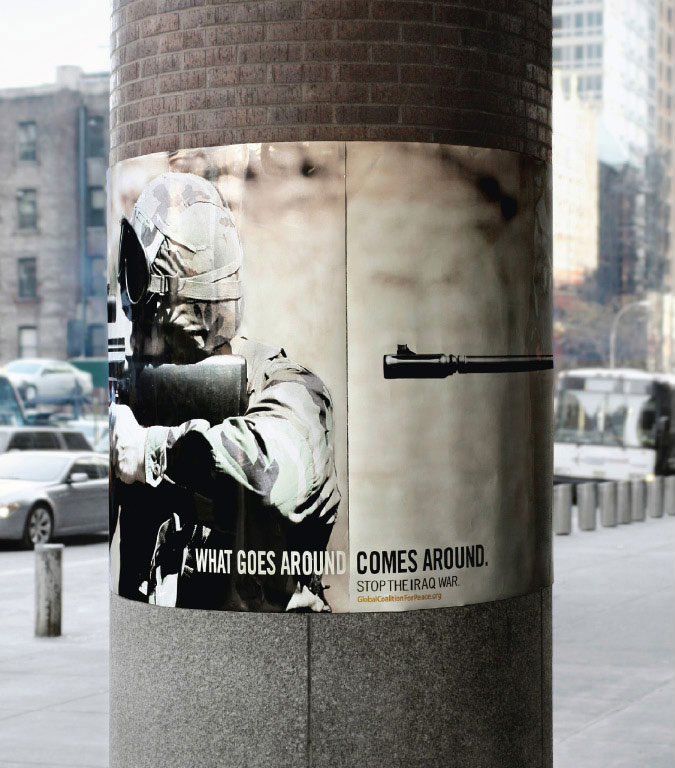
위 사진을 전봇대나 기둥 등에 붙였을 때 나오는 시각효과

반군국주의(反軍國主義, 영어: Antimilitarism)은 전쟁, 특히 군국주의에 의해 일어난 전쟁을 반대하거나 반전주의적인 사상에 입각해 진행하는 사회 운동을 말한다.
평화주의와 헷갈릴 수 있으나, 일반적으로 평화주의는 국가간의 분쟁을 비폭력적으로 해결하려는 것을 목적으로 한다.

## 평화주의와의 차이점
평화주의는 국가간의 분쟁을 폭력이나 전쟁을 수단으로 하여 해결하자고 하는 것 보다는, 평화적인 해결방법을 주장하는 것이나 그러한 사상을 말한다. 양심적 병역 거부 등 군사행동 참가를 거부하는 행위도 포함될 수 있다.
반면 반군국주의는 모든 전쟁을 거부하지는 않으며,  군국주의가 가진 특성인 "전쟁에 대한 대비나 막강한 군사력을 목표로 하는 것"을 거부한다.

## 같이 보기
- 군국주의
- 제국주의
- 반제국주의